# Amnirana lemairei
Espèce
Synonymes
- Rana lemairei de Witte, 1921
- Hylarana lemairei (de Witte, 1921)

Statut de conservation UICN

 LC  : Préoccupation mineure
Amnirana lemairei est une espèce d'amphibiens de la famille des Ranidae.

## Répartition
Cette espèce se rencontre, :
- dans le nord-est de l'Angola ;
- dans le sud de la République démocratique du Congo ;
- dans l'ouest de la Zambie.

## Étymologie
Cette espèce est nommée en l'honneur de Charles François Alexandre Lemaire (1863-1925).

## Publication originale
- de Witte, 1921 : Description de batraciens nouveaux du Congo belge. Revue Zoologique Africaine, Bruxelles, vol. 9, p. 1-22 (texte intégral).